# Bacteroidales
A ordem Bacteroidales compreende cinco famílias de bactérias ambientais.